# تپه عضیر
تپه عضیر مربوط به اواخر دوران‌های تاریخی پس از اسلام است و در مهران، ۱ کیلومتری امامزاده سید حسن واقع شده و این اثر در تاریخ ۱۰ مهر ۱۳۸۰ با شمارهٔ ثبت ۳۹۹۱ به‌عنوان یکی از آثار ملی ایران به ثبت رسیده است.